# Georg Simon Löhlein
Georg Simon Löhlein (* 16. Juli 1725 in Neustadt bei Coburg; † 16. Dezember 1781 in Danzig) war ein deutscher Pianist, Violinist, Musikpädagoge, Kapellmeister und Komponist.

## Leben
Vermutlich erhielt Löhlein seine musikalische Ausbildung durch seinen Vater und vom Organisten seines Heimatortes. Laut Mendels Musikalischem Conversationslexikon von 1876 soll er schon in jungen Jahren ein ausgezeichneter Pianist und Violinist gewesen sein. 1742 fiel Löhlein preußischen Werbern in die Hände, die ihn wegen seines Körpergröße von etwa 1,90 Metern zu den Langen Kerls rekrutierten. Erst nach einem sechzehnjährigen Soldatendasein und Verletzungen, die er in verschiedenen Schlachten erlitt, kehrte er heim. Er immatrikulierte sich umgehend an der Universität Jena und übernahm dort die Leitung des „Collegium Musicum“. Ab 1763 wirkte er in Leipzig als Pianist und als Orchestermitglied im Großen Concert. Da er von dieser Tätigkeit seinen Lebensunterhalt nicht bestreiten konnte, gab er Privatunterricht. Von adeligen Schülern soll er für eine Unterrichtsstunde großzügig entlohnt worden sein. 1768 gründete er laut Ernst Ludwig Gerbers historisch-biographischem Lexikon der Tonkünstler „ein wöchentliches Liebhaberconzert, welches größtentheils aus seinen Scholaren bestand“. Löhlein fungierte für seine Werke auch selbst als Notenstecher, was ungewöhnlich war und von der zeitgenössischen Kritik eigens hervorgehoben wurde. Trotz eines gewissen Erfolges, den er in Leipzig hatte, suchte er eine feste, gut dotierte  Anstellung. Diese fand er am 20. Dezember 1780 mit seiner Ernennung zum Kapellmeister an der St. Marienkirche in Danzig. In der kalten Kirche erkältete er sich so häufig, dass er bereits ein knappes Jahr nach Dienstantritt einem Lungenleiden erlag.

## Werk

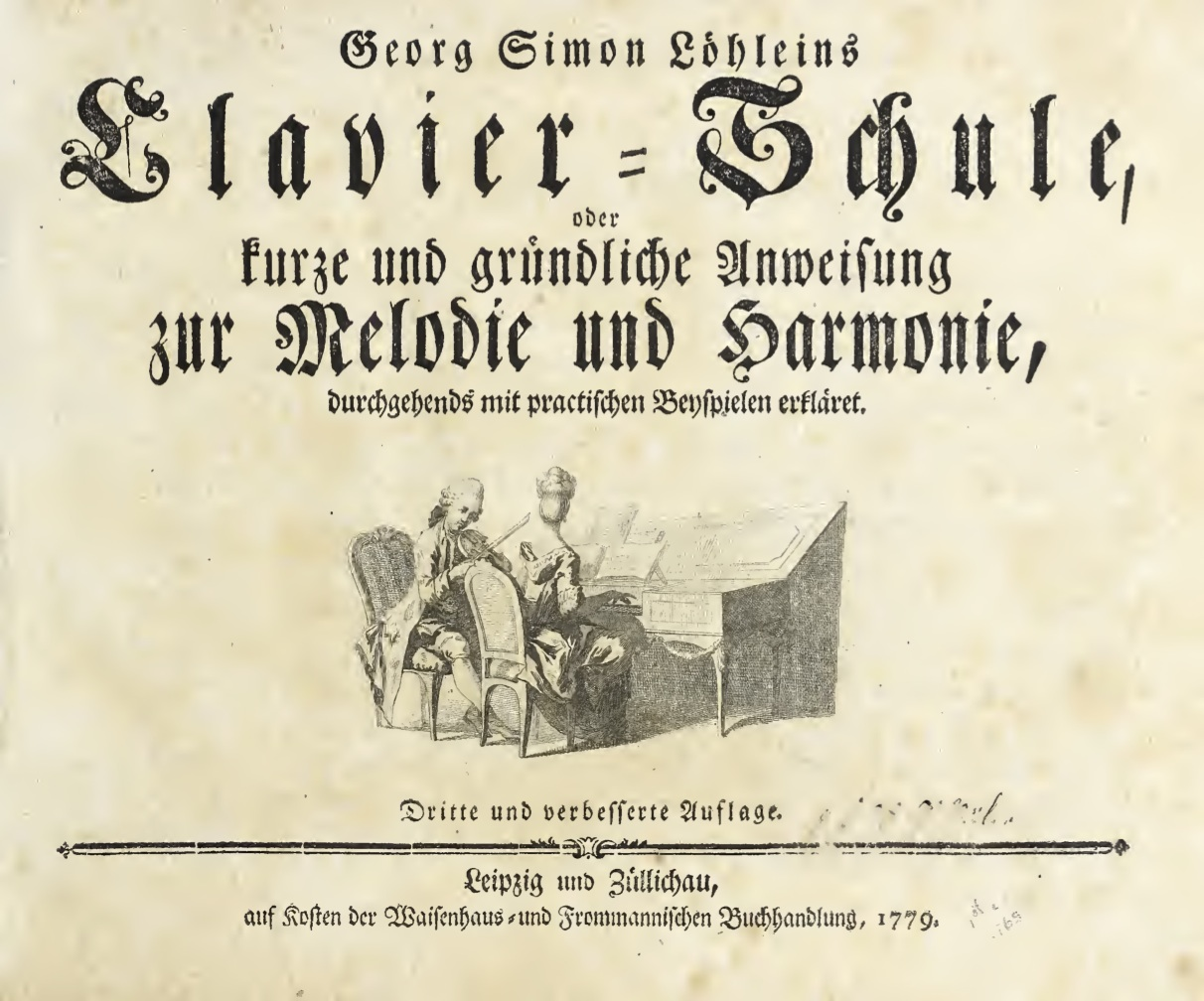
Clavier-Schule (1779)

Löhleins wichtigstes Werk ist seine „Clavier-Schule“, die in vier Neuauflagen zwischen 1765 und 1782 mit 7.000 Exemplaren gedruckt wurde. Nach seinem Tode erfolgten weitere überarbeitete Auflagen, so 1791 die von Johann Georg Witthauer (1751–1802). Die sechste und siebte Auflage (1804 und 1819) wurde durch den Thomaskantor August Eberhard Müller herausgegeben. Eine weitere Bearbeitung durch Carl Czerny erschien 1825 und eine letzte 1845 durch Iwan Knorr. Das Werk wurde auch in die niederländische und die russische Sprache übersetzt.
Angesichts des Erfolges der Klavierschule verfasste Löhlein 1774 „Eine Anweisung zum Violinspielen“ als Ergänzung zu Leopold Mozarts - Versuch einer gründlichen Violinschule. 1797 wurde sie durch Johann Friedrich Reichardt in einer dritten überarbeiteten Version aufgelegt. Sie wird heute wieder als Faksimiledruck zum Studium der historischen Aufführungspraxis angeboten.
Zu Löhleins Kompositionen zählen „Sei Partite per il Clavicembalo“, op. I (1766), „Sei Partite per il clavicembalo“ op. III (1770), mehrere Klavierkonzerte, Sonaten und Vokalwerke.
Nach der Begegnung mit Johann Wolfgang von Goethe 1769, den er durch den Verleger Bernhard Theodor Breitkopf kennenlernte, vertonte Löhlein Goethes „Neujahrslied“. Diese Vertonung gilt als die früheste eines Werkes Goethes.

## Werke
(Auswahl)
- Sei Partite per il clavicembalo, op. 1, Leipzig 1766 (Digitalisat)
- Sei Partite per il clavicembalo, op. 3, Leipzig 1770 (Digitalisat)
- Drei Klaviertrios, op. 4
- Konzerte für Klavier und Streicher, op. 5
- Klavierquartett, op. 6
- Drei Konzerte für Klavier und Streicher, op. 7, Lyon um 1770 (Digitalisat)
- Konzerte für Klavier und Streicher, op. 8
- Zwei Partiten für Orchester (Digitalisat einer Handschrift in der Staatsbibliothek Berlin)
- Clavierschule (Digitalisate verschiedener Auflagen)
  - Band 1
    - 1. Auflage, Leipzig und Züllichau 1765
    - 2. und vermehrte Auflage, Leipzig und Züllichau 1773 (Digitalisat)
    - 3. Auflage, Leipzig und Züllichau 1779
    - 4. Auflage, Leipzig 1782 (Digitalisat)

  - Band 2, Leipzig und Züllichau 1781 (Digitalisat)
  - Umarbeitungen fremder Hand
    - 5. Auflage, umgearbeitet und vermehrt von Johann Georg Witthauer, Leipzig 1791 (Digitalisat)
    - 6. Auflage, ganz umgearbeitet und sehr vermehrt von August Eberhard Müller, Jena 1804 (Digitalisat)

- Anweisung zum Violinspielen.
  - 1. Auflage, Leipzig 1774
  - 2. Auflage, Leipzig 1781 (Digitalisat)

## Medien
1. Satz der 5. Sonate 'Poco adagio e mesto' 2,32 MBⓘ